# أصفر بن كردويه
أصفر بن كردويه كان ضابطًا ديلميًا خدم سلالة البويهيين.
وقد ورد ذكر أسفار لأول مرة في عهد الحاكم البويهي عضد الدولة، باعتباره أحد أبرز ضباط الدولة. بعد وفاة عضد الدولة عام 983م، انزلقت الدولة البويهية إلى حرب أهلية، حيث تنازع على الإمبراطورية ابناه صمصام الدولة وشرف الدولة. وحكم صمصام الدولة العراق، بينما حكم شرف الدولة فارس وكرمان.
في عام 986، ثار أصفر على صمصام الدولة، وغيَّر ولاءه إلى شرف الدولة. إلا أن أصفر سرعان ما غيّر رأيه، وأعلن ولاءه لأخيه الآخر، أبو نصر فيروز خرشاد ، الذي سرعان ما مُنح لقب "بهاء الدولة". إلا أن صمصام الدولة، بمساعدة فولاذ بن مناذر ، قمع التمرد، وسجن بهاء الدولة. بعد هذا الحدث لا توجد أي وثائق عن أصفر.